# Andreas Goltz
Andreas Goltz (* 21. Mai 1970 in Leipzig) ist ein deutscher Althistoriker.
Andreas Goltz studierte von 1989 bis 1995 Alte Geschichte, Kunstgeschichte und Psychologie an der Universität Leipzig und der Freien Universität Berlin. Von 1993 bis 1994 war er Tutor des Projekttutoriums 407 Umgang mit 'Fremden' in Geschichte und Gegenwart. Mit der Magisterarbeit Die Religionspolitik Theoderichs des Großen gegenüber Juden, Heiden und Häretikern erwarb er 1995 den Magister Artium. Von 1997 bis 2001 war er wissenschaftliche Hilfskraft bzw. wissenschaftlicher Mitarbeiter am Lehrstuhl für Alte Geschichte der Technischen Universität Dresden bei Martin Jehne bzw. am Dresdener Sonderforschungsbereich 537 Institutionalität und Geschichtlichkeit im Projekt A 2 Der römische mos maiorum von den Anfängen bis in die augusteische Zeit. Öffentliche Rituale und soziopolitische Stabilität. 
Von 2001 bis 2005 war er wissenschaftlicher Mitarbeiter am damaligen Lehrstuhl für Spätantike der Freien Universität Berlin bei Alexander Demandt und während dieser Zeit Mitglied des Fachbereichsrates und der Forschungskommission sowie Sprecher des Mittelbaus. Er wurde 2005 in Berlin mit einer von Demandt betreuten Arbeit über die frühe Theoderich-Überlieferung des 5. bis ins 9. Jahrhundert promoviert. Von 2005 bis 2011 war er wissenschaftlicher Assistent bzw. Akademischer Rat auf Zeit am Lehrstuhl für Alte Geschichte der Otto-Friedrich-Universität Bamberg bei Hartwin Brandt. Seit dem 1. April 2011 ist er unbefristeter Akademischer Rat bzw. Akademischer Oberrat (seit 2014) am Arbeitsbereich Alte Geschichte an der Johannes Gutenberg-Universität Mainz.

## Schriften (Auswahl)
Monographien
- Barbar – König – Tyrann. Das Bild Theoderichs des Großen in der Überlieferung des 5. bis. 9. Jahrhunderts (= Millennium-Studien. Band 12). De Gruyter, Berlin u. a. 2008, ISBN 3-11-018985-2 (zugleich Dissertation, FU Berlin 2005).

Herausgeberschaften
- mit Andreas Luther und Heinrich Schlange-Schöningen: Gelehrte in der Antike. Alexander Demandt zum 65. Geburtstag. Böhlau, Köln u. a. 2002, ISBN 3-412-02802-9.
- mit Alexander Demandt und Heinrich Schlange-Schöningen: Diokletian und die Tetrarchie. Aspekte einer Zeitenwende (= Millennium-Studien. Band 1). De Gruyter, Berlin u. a. 2004, ISBN 3-11-018230-0.
- mit Alexander Demandt und Heinrich Schlange-Schöningen: Theodor Mommsen. Wissenschaft und Politik im 19. Jahrhundert. De Gruyter, Berlin u. a. 2005, ISBN 3-11-017766-8.
- mit Heinrich Schlange-Schöningen: Konstantin der Große. Das Bild des Kaisers im Wandel der Zeiten (= Archiv für Kulturgeschichte. Band 66). Böhlau, Köln u. a. 2008, ISBN 3-412-20192-8.
- mit Hartmut Leppin und Heinrich Schlange-Schöningen: Jenseits der Grenzen. Beiträge zur spätantiken und frühmittelalterlichen Geschichtsschreibung (= Millennium-Studien. Band 25). De Gruyter, Berlin u. a. 2009, ISBN 978-3-11-020646-3.